# Тријаделфија (Западна Вирџинија)
Тријаделфија (енгл. Triadelphia) град је у америчкој савезној држави Западна Вирџинија.

## Демографија
По попису из 2010. године број становника је 811, што је 6 (-0,7%) становника мање него 2000. године.
| Група             | 2000.       | 2010.       |
| Белци             | 790 (96,7%) | 764 (94,2%) |
| Афроамериканци    | 13 (1,6%)   | 25 (3,1%)   |
| Азијати           | 0 (0,0%)    | 1 (0,1%)    |
| Хиспаноамериканци | 6 (0,7%)    | 8 (1,0%)    |
| Укупно            | 817         | 811         |